# Myślęcinek (wieś)
Myślęcinek – wieś w Polsce, położona w województwie kujawsko-pomorskim, w powiecie bydgoskim, w gminie Osielsko. Miejscowość wchodzi w skład sołectwa Osielsko.
W latach 1975–1998 miejscowość należała administracyjnie do województwa bydgoskiego. 

## Komunikacja
Przez wieś oraz nieopodal niej przejeżdżają następujące linie bydgoskiej komunikacji miejskiej:
52 Błonie - Podkowa - jedynie wariant przedłużony do Podkowy
93 Leśne - Niwy/Rybiniecka -linia międzygminna
94 Leśne - Żołędowo/Augustowska (z wariantem przez Maksymilianowo) - linia międzygminna
Zobacz też: Leśny Park Kultury i Wypoczynku, Wysoczyzna Osielska.